# Wichard
Wichard ist ein deutscher männlicher Vorname und neben den abweichenden Schreibweisen Wichart, Wichert etc. auch ein Familienname. Eine weibliche Form Wicharda, gebildet in Analogie zu Richarda aus Richard, ist nicht in Gebrauch.

## Herkunft und Bedeutung
Der Name Wichard entstammt dem Althochdeutschen und ist aus den Wörtern wīg ‚Kampf‘ und hart ‚hart, stark‘ zusammengesetzt. Er bedeutet so viel wie der ‚im Kampf Starke‘ (vergl. Wiegand und Richard).

## Namenstag
Einen Heiligen Wichard gibt es bisher nicht und daher auch keinen Namenstag.

## Namensträger

### Einzelname
- Wichardus I., Bischof von Basel um 845
- Wichardus II., Bischof von Basel im Jahre 948
- Wichard von Pohlheim oder Wichard von Perchtoldsdorf (1237–1282), 40. Bischof von Passau (1280–82)

### Vorname
- Wichard von Alvensleben (1902–1982), deutscher Land- und Forstwirt und Offizier
- Wichard von Alvensleben (1937–2016), deutscher Jurist und Go-Spieler
- Wichard Wilhelm von Heyden (1782–1836), deutscher Rittergutsbesitzer und Politiker
- Wichard Lange (1826–1884), deutscher Pädagoge, Schulleiter, Herausgeber und Mitglied der Hamburgischen Bürgerschaft
- Wichard von Massenbach (1909–1998), deutscher Gynäkologe
- Wichard von Möllendorff (1724–1816), preußischer Generalfeldmarschall
- Wichard von Moellendorff (1881–1937), deutscher Ingenieur und Wirtschaftstheoretiker
- Wichard von Wilamowitz-Moellendorff der Ältere (1835–1905), deutscher Offizier, Fideikommissherr und Parlamentarier
- Robert Wichard Pohl (1884–1976), deutscher Physiker
- Wichard von Pohlheim (1237–1282), Bischof von Passau
- Wichard von Rochow (1822–1886), deutscher Generalmajor
- Wichard von Rochow (1848–1921), deutscher Politiker
- Wichart von Roëll (1937–2024), deutscher Schauspieler
- Wichard Woyke (* 1943), deutscher Politikwissenschaftler

### Familienname
- Al Cake Wichard (1919–1959), US-amerikanischer Jazzmusiker
- Liborius Wichard (auch: Liborius Tiemann, Liborius Wichart oder Liborius Wichert; * um 1550, † 1604), Bürgermeister von Paderborn
- Wilfried Wichard (1944–2024), deutscher Biologe und Entomologe